# Хоружевка (Сумская область)
Хору́жевка (укр. Хору́жівка) — село в Хоружевском сельском совете Роменского (до 2020 года – Недригайловского) района Сумской области Украины.
Код КОАТУУ — 5923586701. Население по переписи 2001 года составляло 813 человек.
Является административным центром Хоружевского сельского совета, в который, кроме того, входят сёла Биж,
Дараганово, Лавровое, Омельково и Спартак.

## Географическое положение
Село Хоружевка находится на берегу реки Хусь, ниже по течению на расстоянии в 1,5 км расположено село Кулешовка. На реке и протекающих по селу ручьях сделано несколько запруд. На расстоянии в 1 км расположено село Спартак.

## История
- Возле северо-восточной околицы села обнаружено поселение раннего железного века.
- Первое письменное упоминание о селе Хоружевка датируется в 1708 годом.
- Население села на 1979 год составляло 1420 человек.

## Экономика
- До недавнего времени в селе находилась центральная усадьба колхоза «Родина», за которым был закреплён 7971 га сельскохозяйственных угодий, в том числе 5861 га пахотной земли. Выращивали зерновые (в основном пшеницу и ячмень) и технические (преимущественно сахарную свёклу) культуры. Было развито мясо-молочное животноводство. За самоотверженный труд 105 работников колхоза были награждены орденами и медалями СССР, в том числе орденом Ленина — механик М. И. Бакляк и птичница Е. Е. Дегтяренко.
- В 1996—1997 гг. колхоз обанкротился. В настоящее время землёй и фермами в селе на правах аренды владеет агрофирма «Хоружевка» Петра Ющенко (родного брата Виктора Ющенко). Самому Виктору Ющенко принадлежит участок земли размером 4,98 га.

## Объекты социальной сферы
- Школа.
- Дом культуры.

## Достопримечательности
- В Хоружевке сооружён памятник погибшим советским воинам-освободителям и мемориальный комплекс в честь павших односельчан.
- На территории села расположено поселение Черняховской культуры III—V веков[2].
- Осенью 2006 года в Хоружевке при участии Виктора Ющенко был торжественно открыт мемориал жертв Голодомора 1932—1933 гг.

## Религия
- Храм Святого Андрея Первозванного.

## Известные люди
- Дорошенко, Михаил Иванович (р. 1956) — владелец и главный редактор всеукраинской газеты «Україна молода» (Украина молодая)
- Кашуба, Владимир Несторович (1900—1963) — Герой Советского Союза, генерал-лейтенант танковых войск[3]
- Сердюк, Николай Дмитриевич (р. 1956) — глава Одесской областной государственной администрации с 6 декабря 2007 по 18 марта 2010
- Цыс, Василий Трофимович (1904—1977) — Герой Советского Союза[4]
- Шульженко, Борис Сергеевич (1919 — 1970) — второй секретарь ЦК ЛКСМУ, зам. заведующего отделом пропаганды и агитации ЦК КПУ, первый заместитель Председателя КГБ УССР
- Ющенко, Алексей Яковлевич (1917—2008) — украинский и советский поэт, писатель и журналист.
- Ющенко, Виктор Андреевич (р. 1954) — Президент Украины с 23 января 2005 г. по 25 февраля 2010 г.
- Ющенко, Пётр Андреевич (р. 1946) — бизнесмен, мультимиллионер, депутат Верховной рады Украины с 2002 г., старший брат Виктора Ющенко
- Прохода Олег Константинович (1942  ), закончил Хоружевскую среднюю школу в 1959г, академик Российской академии космонавтики, доктор технических наук, профессор,член-корр.Международной академии экологии.Автор 100 изобретений, 300 научных работ. С 2002г.почетный гражданин шт.Юго-Западная Луизиана (США).